# Kerai Mariur

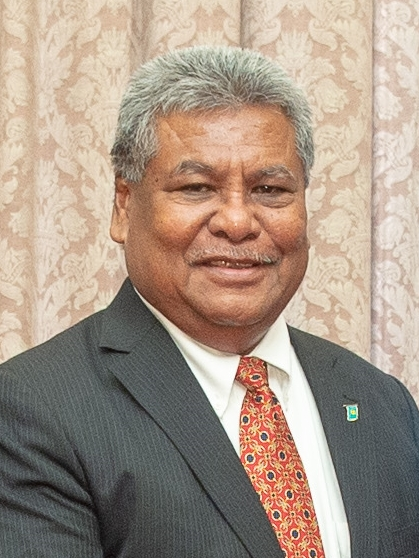
Kerai Mariur

Kerai Mariur (* 4. Juni 1951, Ollei, Ngarchelong, Palau) ist ein palauischer Politiker, der 2009–2013 Vizepräsident von Palau war.

## Leben
Mariur wurde 1951 in Ollei geboren. Er erwarb einen Abschluss in Business Administration und Higher Accounting (Rechnungswesen) am Cannon's International Business College in Honolulu, Vereinigte Staaten. In Palau war er über vier Legislaturperioden im House of Delegates (Abgeordnetenhaus) des Olbiil Era Kelulau (Nationalkongress). Mariur spielte eine Schlüsselrolle in der Wirtschafts- und Umwelt-Gesetzgebung der Republik Palau. Auf ihn gehen unter anderen der Marine Protection Act, der Republic of Palau Copyright Act und der Protected Areas Network Act. Während seiner Zeit im Amt übernahm er den Vorsitz in den Standing Committees für Youth & Cultural Affairs (Jugend und Kultur), Judiciary and Governmental Affairs (Steuern und Regierung), Environment and Ecology (Umwelt und Ökologie), und Ways and Means of Financial Matters (Finanzen).
Johnson Toribiong wählte Mariur als Kandidaten für das Vizepräsidentenamt in den Präsidentschaftswahlen 2008. Am 15. Januar 2009 wurde er ins Amt eingesetzt und wurde zusätzlich Minister of Administration and Finance.
| Vorgänger         | Amt                               | Nachfolger    |
| ----------------- | --------------------------------- | ------------- |
| Elias Camsek Chin | Vizepräsident von Palau 2009–2013 | Antonio Bells |

| Personendaten    | Personendaten             |
| ---------------- | ------------------------- |
| NAME             | Mariur, Kerai             |
| KURZBESCHREIBUNG | palauischer Politiker     |
| GEBURTSDATUM     | 4. Juni 1951              |
| GEBURTSORT       | Ollei, Ngarchelong, Palau |